# Cara en Calebas
Cara en Calebas is een Belgische stripreeks van Mazel (tekeningen) en Cauvin (scenario), die later de titel De Musketiers kreeg.
De reeks ving aan in 1972 met het album "De Musketiers" in de Okay-reeks van Dupuis. 
De meeste verhalen van deze reeks werden eerst in het weekblad Robbedoes gepubliceerd, en dit vanaf 1969. Vanaf 1983 stond Mazel ook in voor de scenario's.

## Concept
Het verhaal is gebaseerd op het boek De Drie Musketiers van Alexandre Dumas. Het enige verschil is wel dat de hoofdpersonages niet de namen hebben van
de personages van Dumas. Calebas verwijst wel vaag naar d'Artagnan, als aspirant-musketier die zijn geluk komt beproeven in Parijs. Cara is zijn ietwat zwaarlijvige merrie en zorgt voor de humoristische noot in de reeks. 

## Geschiedenis
Na aanmoedigingen van Hergé en Greg bedacht Mazel, die toen nog voor Kuifje werkte, een strip rond musketiers. Greg bedacht zelfs een naam voor de strip, Fleurdelys. Nadat Mazel was overgestapt naar Robbedoes stelde hij zijn project voor aan hoofdredacteur Yvan Delporte en grote baas Charles Dupuis. Geen van beiden was enthousiast. Op aanraden van André Franquin voegde Mazel een grappig paard, Cara, toe. Mazel werd gekoppeld aan scenarist Raoul Cauvin, die echter weinig affiniteit had met het tijdperk van de musketiers. Cauvin slaagde er wel in het paard Cara op humoristische wijze te gebruiken. Nadat Cauvin stopte, nam Mazel ook de scenario's voor zijn rekening. Uit respect voor Cauvin zette hij de strip wel verder onder een andere naam, De Musketiers.

## Albums
- Cara en Calebas - De Musketier, collectie Okay Album, Dupuis
- De Musketiers - Schip in de Mist, collectie Jeugdzonden, Dupuis
- De Musketiers - Het Grote Geheim
- De Musketiers - De Laatste Zilverling
- De Musketiers - De Toren van Nestle
- De Musketiers - De Joker van de Koning
- De Musketiers - In opdracht van de koning (2008, Arcadia)
- De Musketiers - De markiezin van Poppedeine (2009, Arcadia)
- De Musketiers - De juwelen van de koningin (2016, Arcadia)
- De Musketiers - Onwetendheid is een zegen (2018, Arcadia)
- De Musketiers - Vijftig jaar jong (2019, Arcadia)